# Liste der Bodendenkmäler in Pretzfeld
Auf dieser Seite sind die Bodendenkmäler in dem oberfränkischen Markt Pretzfeld zusammengestellt. Diese Tabelle ist eine Teilliste der Liste der Bodendenkmäler in Bayern. Grundlage ist die Bayerische Denkmalliste, die auf Basis des Bayerischen Denkmalschutzgesetzes vom 1. Oktober 1973 erstmals erstellt wurde und seither durch das Bayerische Landesamt für Denkmalpflege geführt wird. Die folgenden Angaben ersetzen nicht die rechtsverbindliche Auskunft der Denkmalschutzbehörde.

## Bodendenkmäler in Pretzfeld
| Lage       | Objekt | Akten-Nr.     | Bild |
| ---------- | --- | ------------- | ---- |
| (Standort) | Grabhügel vorgeschichtlicher Zeitstellung | D-4-6233-0024 |      |
| (Standort) | Bestattungsplatz mit Grabhügeln vorgeschichtlicher Zeitstellung                                                                                          | D-4-6233-0057 |      |
| (Standort) | Bestattungsplatz mit Grabhügel vorgeschichtlicher Zeitstellung                                                                                           | D-4-6233-0058 |      |
| (Standort) | Hallstattzeitliches Gräberfeld | D-4-6233-0059 |      |
| (Standort) | Siedlung der Urnenfelder- oder Hallstattzeit | D-4-6233-0060 |      |
| (Standort) | Verschleiftes Grabhügelfeld der Hallstattzeit | D-4-6233-0061 |      |
| (Standort) | Frühmittelalterliche Abschnittsbefestigung | D-4-6233-0062 |      |
| (Standort) | Mittelalterlicher Burgstall | D-4-6233-0072 |      |
| (Standort) | Mittelalterlicher Burgstall | D-4-6233-0092 |      |
| (Standort) | Siedlung der jüngeren Latènezeit | D-4-6233-0128 |      |
| (Standort) | Siedlung der späten Urnenfelderzeit | D-4-6233-0135 |      |
| (Standort) | Siedlung der Urnenfelderzeit und der jüngeren Latènezeit                                                                                                 | D-4-6233-0139 |      |
| (Standort) | Siedlung der späten Latènezeit | D-4-6233-0143 |      |
| (Standort) | Siedlung der späten Latènezeit | D-4-6233-0146 |      |
| (Standort) | Siedlung der späten Latènezeit | D-4-6233-0149 |      |
| (Standort) | Siedlung der späten Latènezeit | D-4-6233-0158 |      |
| (Standort) | Siedlung der späten Latènezeit | D-4-6233-0166 |      |
| (Standort) | Vorgeschichtliche Grabhügel | D-4-6233-0175 |      |
| (Standort) | Siedlung vorgeschichtlicher Zeitstellung | D-4-6233-0210 |      |
| (Standort) | Vermutlich verebnetes Grabhügelfeld der Hallstattzeit | D-4-6233-0211 |      |
| (Standort) | Vermutlich Freilandstation des Mesolithikums und Siedlung der späten Latènezeit                                                                          | D-4-6233-0276 |      |
| (Standort) | Untertägige Bauteile der frühneuzeitlichen Pfarrkirche, Fundamente mittelalterlicher Vorgängerbauten sowie Körpergräber des Mittelalters und der Neuzeit | D-4-6233-0278 |      |
| (Standort) | Untertägige Bauteile des frühneuzeitlichen Schlosses und der Schlosskapelle sowie Fundamente spätmittelalterlicher Vorgängerbauten                       | D-4-6233-0279 |      |
| (Standort) | Untertägige Bauteile des frühneuzeitlichen Schlosses und Fundamente spätmittelalterlicher Vorgängerbauten                                                | D-4-6233-0281 |      |
| (Standort) | Verschleiftes Grabhügelfeld der Hallstattzeit | D-4-6233-0284 |      |
| (Standort) | Fundamente mittelalterlicher Vorgängerbauten der Matthäus-Kirche                                                                                         | D-4-6233-0285 |      |
| (Standort) | Gräberfeld der Urnenfelderzeit | D-4-6233-0288 |      |
| (Standort) | Siedlung vorgeschichtlicher Zeitstellung | D-4-6233-0291 |      |
| (Standort) | Siedlung der Linearbandkeramik, der Urnenfelderzeit und der Spätlatènezeit                                                                               | D-4-6233-0295 |      |
| (Standort) | Siedlung der Urnenfelderzeit | D-4-6233-0297 |      |
| (Standort) | Bestattungsplatz mit Grabhügeln vorgeschichtlicher Zeitstellung mit Bestattungen                                                                         | D-4-6233-0299 |      |
| (Standort) | Siedlung des Mittelneolithikums, des Endneolithikums und der Urnenfelderzeit                                                                             | D-4-6233-0306 |      |
| (Standort) | Mittelalterlicher Burgstall | D-4-6233-0307 |      |
| (Standort) | Als Hohlwegfächer ausgebildeter Abschnitt einer Altstraße des Mittelalters und der frühen Neuzeit                                                        | D-4-6233-0311 |      |